# Oligonychus matthyssei
Oligonychus matthyssei är en spindeldjursart som beskrevs av Rimando 1962. Oligonychus matthyssei ingår i släktet Oligonychus och familjen Tetranychidae. Inga underarter finns listade i Catalogue of Life.